# رئوس مطالب آشپزی

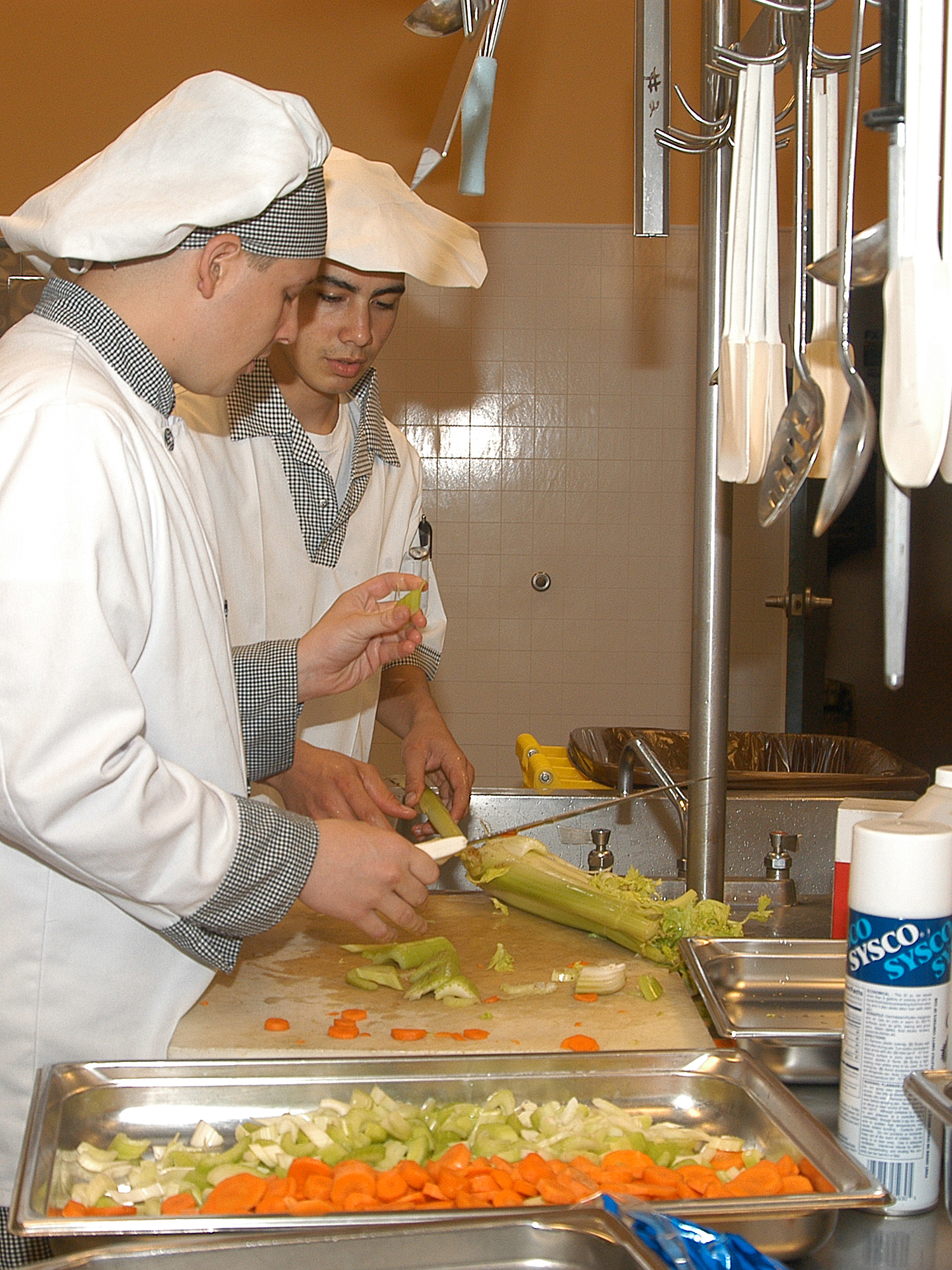
تهیه غذا در ایستگاه نیروی دریایی، ایالت واشنگتن، ایالات متحده

رئوس مطالب زیر به عنوان یک مرور کلی در موضوع تهیه غذا ارائه شده است:
تهیه غذا یک هنر است که شامل تکنیک‌هایی مانند آشپزی برای مناسب ساختن مواد برای مصرف و/یا خوش طعم کردن آنها است.

## فهرست

### ماهیت تهیه غذا
- فعالیت‌های هنری
  - تزئین غذا
- توانمندی

### مفاهیم کلی تهیه غذا
- سرآشپز
- کتاب آشپزی
- آشپزی
- دانه‌های روغنی
- روش آشپزی
- خوردن
- مزه
- غذا
- ایمنی غذایی
- مسمومیت غذایی
- نگهداری غذا
- مواد تشکیل‌دهنده
- دستور غذا
- رستوران
- قوت غالب[۱]

### تکنیک‌های آشپزی

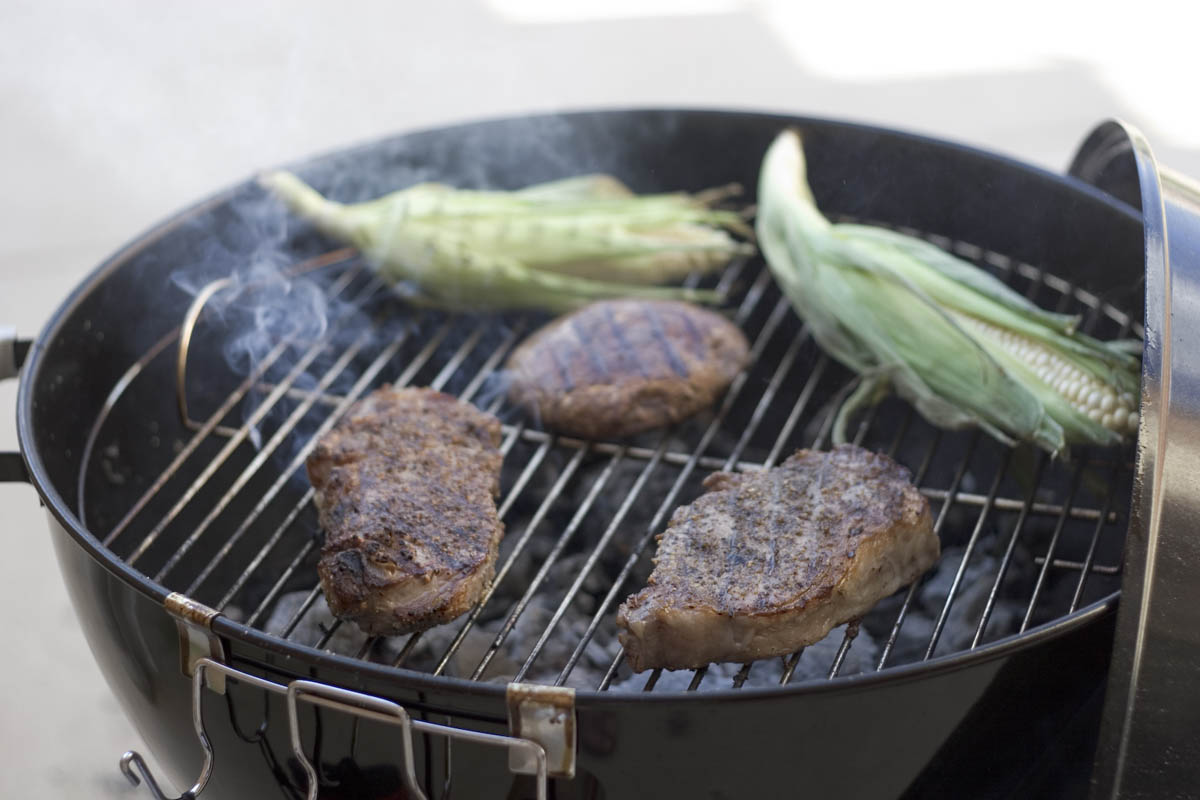
آشپزی با زغال روی کباب‌پز

- تنوری کردن
- باربیکیو

- کباب کردن شبکه‌ای
- واکنش مایارد
- برشته‌کاری
- دودی کردن
- جوشیدن
- تفت‌آب‌پزی
- خیسانده
- تنگاب‌پزی
- زودپز
- آرام‌پزی
- بخارپزی
- آب‌پز
- سرخ کردن[۲]
- روغن‌پزی عمیق
- نمک‌داغ کردن
- سرخ‌کردن تابه‌ای
- تف دادن
- تفت روغن داغ

## سایر تکنیک‌های تهیه غذا
- سویچه
- خشک‌کردن غذا
- تخمیر در فرآوری غذایی
- خواباندن
- ترشی انداختن
- نمک‌سود کردن
- چاشنی‌زنی
- جوانه‌زنی
- برش دادن
  - تخته آشپزخانه
  - گریتینگ
  - خلال کردن
  - پوست کردن میوه
- دستگاه آسیاب
- مخلوط
  - مخلوط‌کن

## وسایل آشپزی

### لوازم خانگی
- دستگاه مایکروویو
- فر آشپزی
- اجاق

## غذاهای بین‌المللی
- آشپزی آفریقایی
  - آشپزی مدیترانه‌ای
- آشپزی آسیایی
  - آشپزی ایرانی
  - آشپزی کره‌ای
  - آشپزی چینی
  - آشپزی ژاپنی
  - آشپزی هندی
  - آشپزی تایلندی
  - آشپزی ویتنامی
- آشپزی اروپایی
  - آشپزی مدیترانه‌ای
    - آشپزی روسی

  - آشپزی انگلیسی
  - آشپزی فرانسوی
  - آشپزی ایتالیایی
  - آشپزی استرالیایی
  - آشپزی کانادایی
  - آشپزی آمریکایی
    - آشپزی مکزیکی
      - آشپزی آرژانتینی
      - آشپزی پرویی

## مواد تشکیل‌دهنده
- غلات –
  - ذرت –
  - برنج –
  - گندم –
    - نان –
    - نودل –

  - کره (لبنیات) –
  - روغن نارگیل –
  - روغن ذرت –
  - روغن سبوس برنج –
  - روغن بزرک –
  - چربی خوک –
  - مارگارین –
  - روغن زیتون –
  - روغن نخل –
  - روغن بادام زمینی –
  - روغن کنجد –
  - روغن سویا –
  - روغن آفتابگردان –
  - پیه –
- لبنیاتی –
  - آب‌دوغ –
  - پنیر –
  - خامه –
  - شیر (خوراکی) –
  - ماست –
- تخم‌مرغ –
- میوه –
  - سیب –
  - گیلاس –
  - گلابی –
- حبوبات –
  - لوبیا –
  - عدس –
  - سویا –
    - میسو –
    - شیر سویا –
    - سس سویا –
    - ماست سویا –
    - پروتئین بافت‌دار گیاهی –
    - توفو –
- گوشت –
  - گوشت گاو –
  - ماهی (غذا) –
  - گوشت گوسفند –
  - ماکیان –
  - گوشت خوک –
- قارچ چتری –
  - قارچ خوراکی دکمه‌ای –
- چاشنی‌زنی
  - سبزی –
  - جعفری (گیاه) –
  - ادویه –
    - فلفل سیاه –
    - نمک –

  - فروکتوز –
  - گلوکز –
  - عسل –
  - استیویا –
  - شکر –
- تره‌بار –
  - خیار –
  - بادنجان –
  - سیر –
  - پیاز –
  - سیب‌زمینی –
  - کدو –
  - گوجه‌فرنگی –